# 泰陵入口駅
泰陵入口駅（テルンイックえき）は大韓民国ソウル特別市蘆原区孔陵1洞にある、ソウル交通公社の駅。

## 利用可能な鉄道路線
ソウル交通公社
 6号線 - 駅番号は645
 7号線 - 駅番号は717

## 歴史
- 1996年10月11日 - ソウル特別市都市鉄道公社（当時）7号線の駅が開業。
- 1998年5月2日 - 集中豪雨による浸水事故によって営業停止。6号線の開業の遅れの原因となった。
- 2000年8月7日 - ソウル特別市都市鉄道公社（当時）6号線の駅が開業し、乗換駅になる。
- 2017年5月31日 - ソウル特別市都市鉄道公社とソウルメトロが統合され、ソウル交通公社の駅となる。

## 駅構造

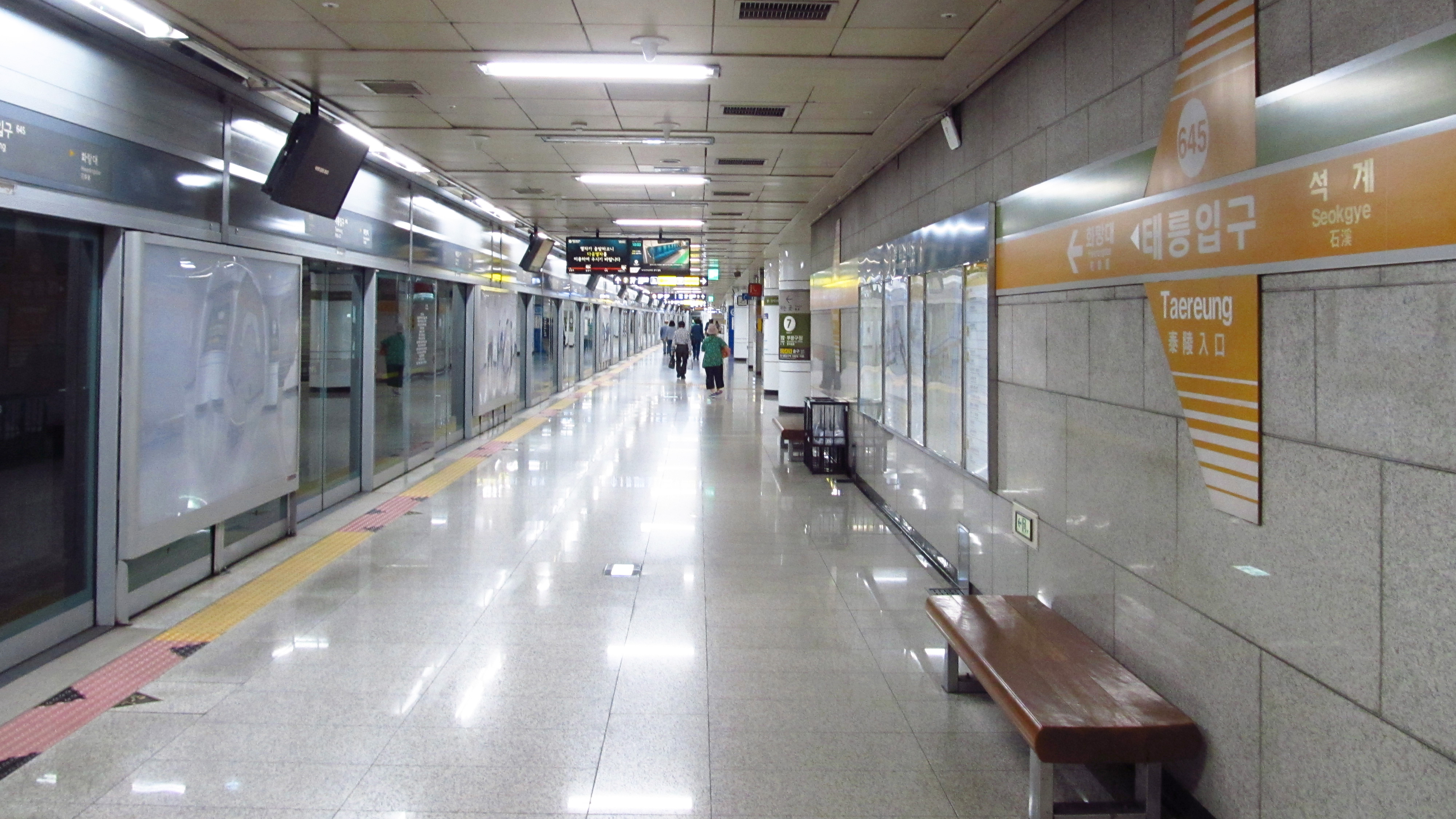
6号線ホーム（2018年9月）

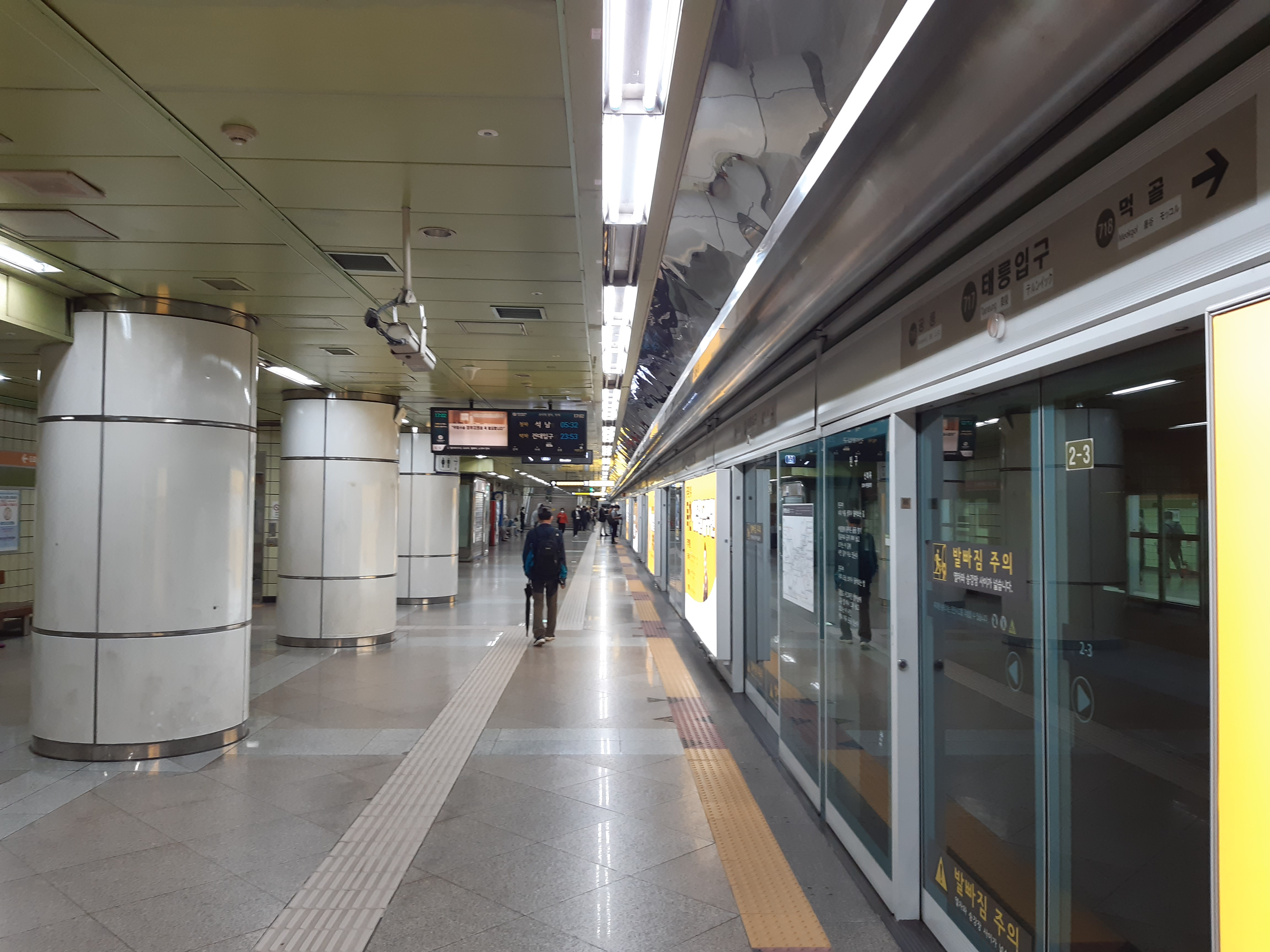
7号線ホーム（2021年5月）

6号線・7号線共に相対式ホーム2面2線を有する地下駅で、フルスクリーンタイプのホームドアが設置されている。6号線から7号線に乗り換える場合は6号線ホームの東端（花郎台寄り）にある連絡階段を、7号線から6号線に乗り換える場合は7号線ホームの南端（モッコル寄り）にある連絡階段を経由する必要がある。ただし、直接6号線ホームと7号線ホームを結ぶエレベータは設置されていないため、エレベータを使用して乗り換える場合は改札階行きエレベータに乗り、改札外連絡をすることになる。
6号線の改札階は地下1階、7号線の改札階は地下3階である。改札口は各線に1ヶ所ずつ設置されており、化粧室は地下1階と地下3階の改札外に1ヶ所ずつ設置されている。
出入口は1番から7番までの合計7ヶ所ある。

### のりば
案内上ののりば番号は各線共に設定されていない。 
| B2F 6号線ホーム |       |                                                |
| 上り            | 6号線 | 東廟前・孔徳・デジタルメディアシティ・鷹岩方面 |
| 下り            | 6号線 | 花郎台・新内方面                               |
| B4F 7号線ホーム |       |                                                |
| 上り            | 7号線 | 蘆原・道峰山・長岩方面                         |
| 下り            | 7号線 | 君子・高速ターミナル・大林・温水方面           |

## 利用状況
近年の一日平均利用人員推移は下記の通り。
6号線の2000年利用人員は8月7日（開業日）から12月31日までの147日間の平均利用人員である。
| 路線  | 路線     | 2000年 | 2001年 | 2002年 | 2003年 | 2004年 | 2005年 | 2006年 | 2007年 | 2008年 | 2009年 | 注釈  |
| ----- | -------- | ------ | ------ | ------ | ------ | ------ | ------ | ------ | ------ | ------ | ------ | ----- |
| 6号線 | 乗車人員 | 1,740  | 3,801  | 4,363  | 4,628  | 4,945  | 5,113  | 5,151  | 5,184  | 5,149  | 5,213  | [ 1 ] |
| 6号線 | 降車人員 | 1,699  | 3,683  | 4,216  | 4,471  | 4,832  | 4,991  | 5,059  | 5,052  | 5,020  | 5,164  | [ 1 ] |
| 6号線 | 乗降人員 | 3,439  | 7,484  | 8,579  | 9,099  | 9,777  | 10,104 | 10,209 | 10,236 | 10,169 | 10,377 | [ 1 ] |
| 7号線 | 乗車人員 | 7,275  | 7,936  | 8,017  | 8,387  | 8,730  | 9,060  | 8,785  | 8,484  | 8,465  | 8,516  | [ 1 ] |
| 7号線 | 降車人員 | 7,042  | 7,446  | 7,441  | 7,631  | 7,976  | 8,093  | 7,747  | 7,457  | 7,401  | 7,544  | [ 1 ] |
| 7号線 | 乗降人員 | 14,316 | 15,383 | 15,458 | 16,019 | 16,706 | 17,153 | 16,532 | 15,942 | 15,865 | 16,060 | [ 1 ] |
| 路線  | 路線     | 2010年 | 2011年 | 2012年 | 2013年 | 2014年 | 2015年 |        |        |        |        | [ 1 ] |
| 6号線 | 乗車人員 | 5,203  | 5,152  | 5,116  | 5,254  | 5,433  | 5,270  |        |        |        |        | [ 1 ] |
| 6号線 | 降車人員 | 5,267  | 5,351  | 5,467  | 5,998  | 6,213  | 6,169  |        |        |        |        | [ 1 ] |
| 6号線 | 乗降人員 | 10,470 | 10,503 | 10,583 | 11,252 | 11,646 | 11,439 |        |        |        |        | [ 1 ] |
| 7号線 | 乗車人員 | 8,338  | 8,330  | 8,472  | 8,817  | 9,092  | 9,058  |        |        |        |        | [ 1 ] |
| 7号線 | 降車人員 | 7,574  | 7,669  | 7,920  | 8,129  | 8,467  | 8,499  |        |        |        |        | [ 1 ] |
| 7号線 | 乗降人員 | 15,912 | 15,999 | 16,392 | 16,946 | 17,559 | 17,557 |        |        |        |        | [ 1 ] |

## 駅周辺
- 孔陵市場
- 孔陵郵便局
- ソウル孔陵初等学校（朝鮮語版）
- 老人雇用安定センター
- 東一路（朝鮮語版）
- シンドアパート
- 月陵橋
- 泰陵国際総合射撃場
- 泰陵民防衛教育場
- ソウル漢川初等学校（朝鮮語版）
- 中浪川（朝鮮語版）
- 泰陵マイクロ病院
- ソウル生活史博物館（朝鮮語版）
- ロッテシネマ 中浪

## 隣の駅
ソウル交通公社
 6号線
石渓駅 (644) - 泰陵入口駅 (645) - 花郎台駅 (646)
 7号線
孔陵駅 (716) - 泰陵入口駅 (717) - モッコル駅 (718)